# Kepa
Kepa, Keppa nebo Talvijoki (rusky Кепа, Кеппа popř. Тальвийоки) je řeka v Karelské republice v Rusku. Je 154 km dlouhá. Povodí má rozlohu 1640 km².

## Průběh toku
Odtéká z jezera Tajavijarvi. Protéká přes celou řadu dalších jezer a překonává četné peřeje. Ústí do jezera Kuljaňarvi na horním toku řeky Kem.

## Vodní stav
Zdrojem vody jsou především sněhové srážky. Zamrzá v listopadu a rozmrzá na konci dubna až na začátku v května.

## Využití
Využívá se k plavení dřeva a hráze splavovacích nádrží regulují její průtok.